# Лунд, Рагнвальд Альфред Рошер
Рагнвальд Альфред Рошер Лунд (1899—1975) — норвежский военачальник (полковник), разведчик и дипломат.

## Биография
Родился 24 февраля 1899 года.
До Второй мировой войны выступал с инициативой построить норвежскую военную систему криптографии, в связи с чем имел контакты со шведскими военными криптографами. После капитуляции Норвегии в июне 1940 года, находился в Японии по октябрь 1940 года.
Затем Лунд был военным атташе при норвежской дипломатической миссии в Стокгольме. Занимал должность начальника управления Office FO II норвежского Верховного командования в изгнании в Лондоне во время Второй мировой войны, отвечал за военную разведку.
После войны Рагнвальд Лунд являлся советником первого Генерального секретаря ООН Трюгве Ли. Был отцом прозаика и драматурга Веры Хенриксен.
Умер 23 октября 1975 года.